# Likvace
Likvace je proces v magmatu, během kterého dochází vlivem změny fyzikálních podmínek ke vzniku dvou separátních kapalných fázích z původně homogenního magmatu, jež mají rozdílné fyzikální i chemické vlastnosti. Během likvace dochází ke vzniku tzv. „likvačních ložisek“, která jsou typická např. pro pyrhotin, pentlandit či magnetit. Na začátku vznikají drobné kapičky druhé fáze, které vlivem neustálého přísunu komponent rostou difúzí, čímž se mění viskozita a hustota vůči okolí.
Často např. dochází k likvaci bazického magmatu, kdy se od sebe separují silikátové magma od sulfidického magmatu, které má větší hustotu a tedy i hmotnost a postupně oproti silikátovému magmatu klesá do spodních partií.